# Костёл Пресвятой Троицы (Клецк)
Костёл Святой Троицы (также Фарный костёл) — бывшая католическая церковь, существовавшая в Клецке в XVI — первой половине XX века.

## История

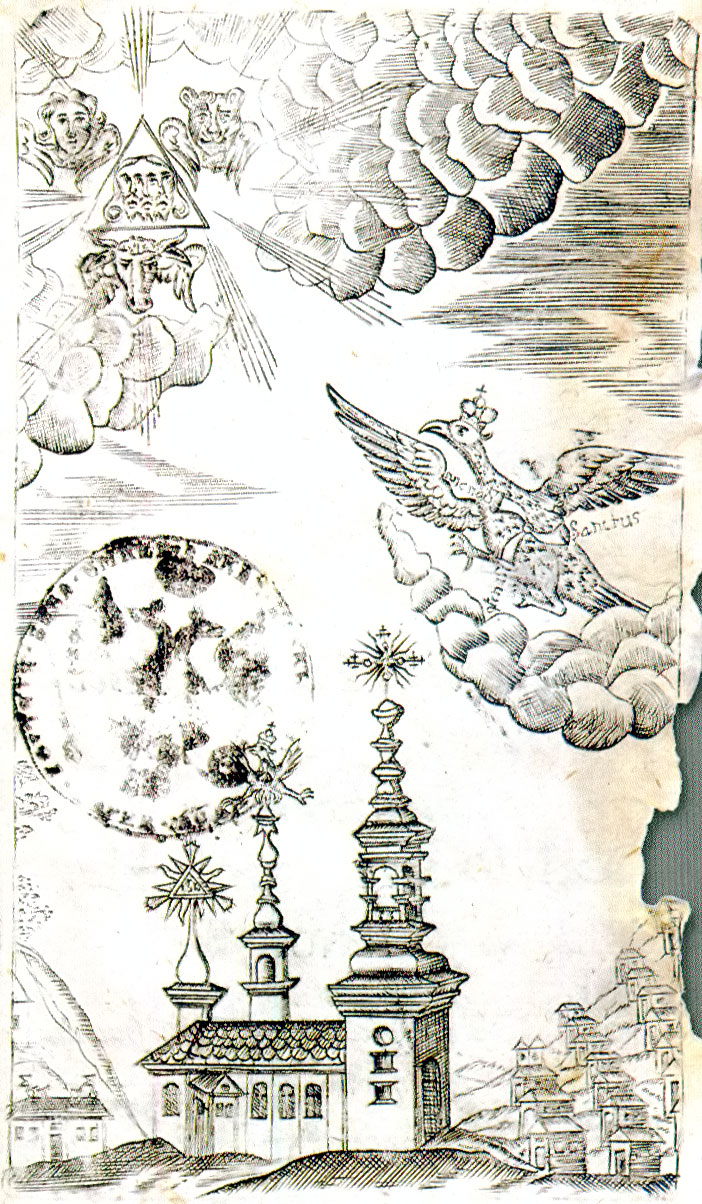
Фарный костёл, 1724 г.

Приходская церковь в Клецке была основана в 1550 году Андреем Маствиловским. В 1560-х годах Николай Радзивилл Чёрный передал церковь кальвинистам, а протестантские проповеди здесь читал белорусский гуманист Симон Будный. При великом литовском маршалке и владельце Клецка Альбрехте II Радзивилле вновь была передана католикам. В 1607 году костёл был переосвящён виленским епископом Юрием Радзивиллом.
Храм пострадал во время Великой Отечественной войны, взорван в 1950-х гг. От церкви сохранилась лишь часть западной стены.

## Архитектура

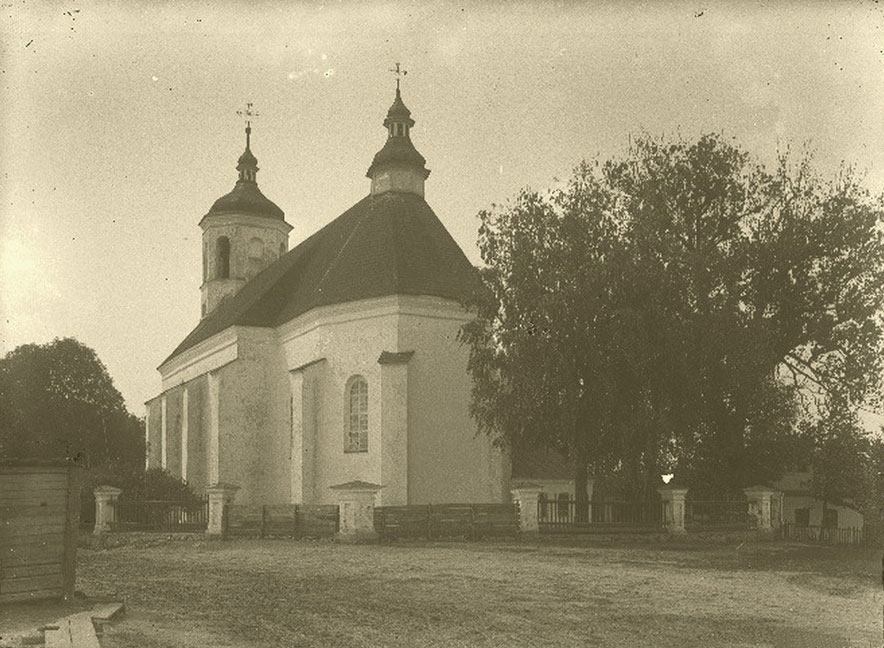
Церковь со стороны апсиды

Церковь представляла собой однонефный, прямоугольный в плане основной объём с пятиугольной апсидой, заканчивавшейся общей крышей, двускатной над основным объёмом и многоугольной над алтарём. К северной стене пресвитерия примыкала небольшая двухэтажная ризница, на втором этаже которой находилась сокровищница. Стены укреплены контрфорсами и отделаны профилированным карнизом. Оконные проёмы арочные. К главному фасаду примыкала трёхъярусная башня — звонница с арочными прямоугольными оконными проёмами, украшенная нишами, филёнками и завершённая куполом.

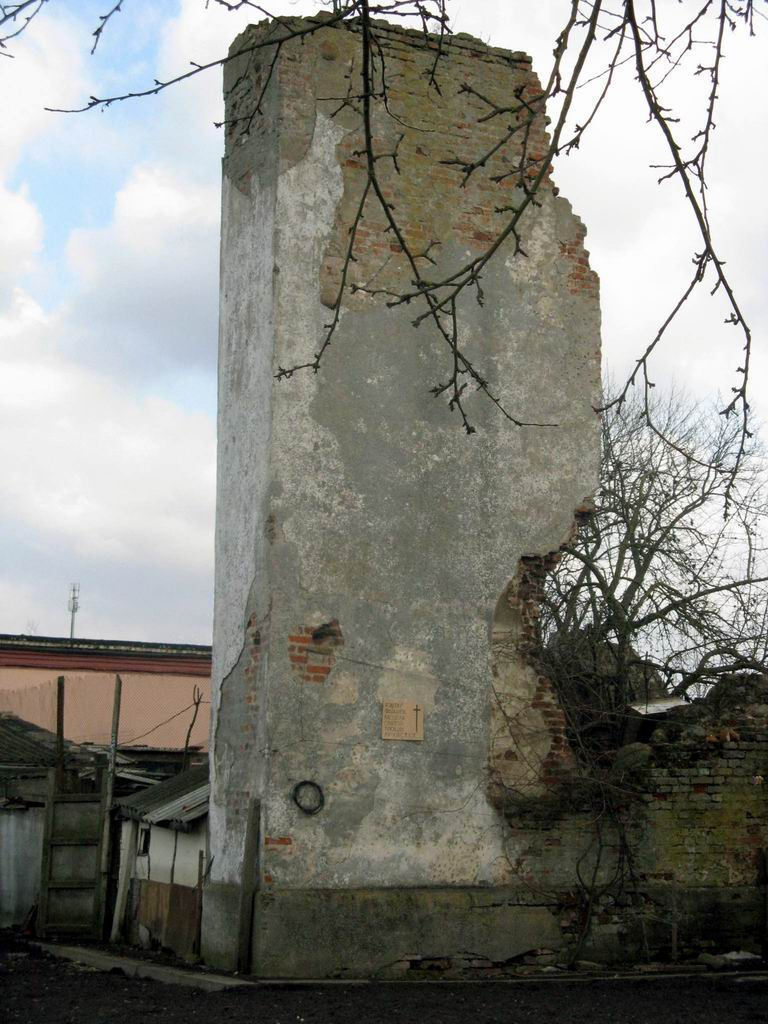
Остатки церкви

Основной объём имел цилиндрический свод со ставнями, внутреннее убранство было богато украшено различными алтарями и скульптурами. Пол сделан из кирпича, в основном зале уложено несколько каменных плит. Над входом были деревянные хоры. Стены церкви сложены в технике готической кладки из кирпича размерами 26-27х12,5-13х6,5-7 см.